# Бабайловка
Бабайловка — деревня в Любинском районе Омской области, в составе Замелетёновского сельского поселения .

## История
Основана в 1908 году, немцами переселенцами из Поволжья, Причерноморья и Волыни. До 1917 года лютеранско-баптиское село Больше-Могильской волости Тюкалинского уезда Тобольской губернии..

## Население
| 2010 |
| ---- |
| 195  |

Динамика численности населения
| год       | 1912 | 1920 | 1926 | 1970 | 1979 | 1989 |
| --------- | ---- | ---- | ---- | ---- | ---- | ---- |
| население | 49   | 222  | 168  | 418  | 272  | 250  |